# Каверин, Фёдор Николаевич
Фёдор Николаевич Каверин (1 (13) февраля 1897, Москва, — 20 октября 1957, там же) — российский и советский театральный режиссёр и педагог. Профессор (1949), заслуженный деятель искусств РСФСР (1948).

## Биография
Родился в Москве. Мать — Александра Федоровна (ум. 2 ноября 1938 года).
После окончания гимназии поступил на филологический факультет Московского университета. Ещё в годы учёбы в гимназии, а затем и в университете играл в любительских и учебных спектаклях, занимался в Поленовском народном доме, принимал участие в формировании репертуара этого театра, писал одноактные пьесы.
В 1918 году Каверин поступил в студию при Малом театре, учился у Веры Пашенной и Н. А. Смирновой. По окончании школы был принят режиссёром в Малый театр. Его первыми самостоятельными постановками стали спектакли «Комик XVII столетия» по произведениям А. Н. Островского и комедия Карло Гольдони «Бабьи сплетни». Увлечённый искусством Евгения Вахтангова, Фёдор Каверин с самого начала своей режиссёрской деятельности обратился к поискам новых средств выразительности, его постановки отличала богатая фантазия и изобретательность. В 1925 году Каверин возглавил экспериментальную студию Малого театра, созданную из выпускников школы и в 1932 году преобразованную в Новый театр.
Начиная с 1925 года Фёдор Каверин занимался педагогической деятельностью преподавая в студии Малого театра, ГИТИСе, в Московской консерватории.
В 1936 году возглавил созданный на основе Нового театра Московский драматический театр, известный как Московский драматический театр под руководством Ф. Н. Каверина.
Каверину была присуща высокая гражданская ответственность перед своим долгом художника. К началу Великой Отечественной войны в репертуаре его театра, единственного в Москве, была пьеса о войне — «Снега Финляндии» И. П. Куприянова и Д. В. Фибиха. Осенью 1941 года театр был эвакуирован в Борисоглебск. Зимой 1943—1944 года Каверин с группой актёров ездил в войска Карельского фронта. 26 февраля 1944 г. Московский драматический театр вернулся в Москву и открылся в зале на Таганке «Генералом Брусиловым». К сожалению, эта принципиально важная для Каверина работа не была замечена критикой. Однако коллектива, созданного Кавериным и проработавшего под его руководством двадцать лет, к тому времени уже не существовало. Было принято решение закрыть театр. Каверин тяжело переживал конец своего детища. Каверина сразу же пригласил Охлопков в Московский театр драмы на постановку пьесы Леонова «Обыкновенный человек» (22 мая 1944 года).
Поставил ряд спектаклей в ГОСЕТе.
Скончался 20 октября 1957 года в Москве, похоронен на Новодевичьем кладбище.

## Творчество

### Режиссёрские работы
Малый театр
- 1922 — «Комик XVII столетия» по произведениям А. Н. Островского
- 1923 — «Бабьи сплетни» Карло Гольдони[5]

Студия Малого театра — Новый театр
- 1926 — «Похождения Бальзаминова» по трилогии А. Н. Островского («Праздничный сон до обеда», «Свои собаки грызутся, чужая не приставай», «Женитьба Бальзаминова»)[5][8]
- 1926 — «Кинороман» Г. Кайзера[5]
- 1930 — «Конец — делу венец» У. Шекспира[5]
- 1930 — «Без вины виноватые» А. Н. Островского[5]
- 1934 — «Уриель Акоста» К. Гуцкова[5]
- 1936 — «Трус» А. Крона

ГОСЕТ
- 1929 — «Суд идёт» И. Добрушина
- 1946 — «Восстание в гетто» П. Маркиша